# 高碘酸銫
高碘酸銫是銫的過碘酸鹽，化学式為CsIO4。要制備高碘酸銫，可將氫氧化銫與碘酸銫混合，在氯氣中反應制得。
CsIO4和过量CsOH加热，可以得到Cs4H2I2O10，该物质于60 °C分解为Cs4I2O9。